# Rascal, der Waschbär
Rascal, der Waschbär (Originaltitel: Rascal: A Memoir of a Better Era) ist ein autobiografisches Kinderbuch des US-amerikanischen Schriftstellers Sterling North. Es wurde 1963 geschrieben und beschreibt die Erlebnisse Norths mit einem Waschbären.

## Handlung
Im Mai 1918 in Wisconsin findet der elfjährige Sterling North im Wald gemeinsam mit seinem Freund Oscar und seinem Hund Wowser ein Waschbärbaby. Der Junge hat bereits mehrere Tiere bei sich zu Hause aufgenommen, darunter Waldmurmeltiere, Stinktiere, eine Dohle, Katzen und seinen Hund, doch Rascal, wie er den kleinen Waschbären nennt, nimmt einen besonderen Platz in Sterlings Herzen ein.
Nach neun Monaten voller Abenteuer und prägender Erlebnisse stellt Sterling fest, dass er Rascal nicht für immer behalten kann, und entlässt ihn in die Freiheit, damit er ein unbeschwertes Leben führen kann.

## Auszeichnungen
Das Buch erhielt 1964 den Newbery Honor und 1966 den Sequoyah Book Award. Die deutsche Ausgabe wurde 1965 mit der „Prämie für hervorragende Übersetzung“ ausgezeichnet.

## Verfilmungen

### Film
1969 wurde Rascal, der Waschbär von Disney verfilmt. Der Film wurde mit Bill Mumy in der Hauptrolle in Kalifornien gedreht und erschien in Deutschland unter dem Titel Ein Frechdachs im Maisbeet.

### Zeichentrickserie
Das Zeichentrickstudio Nippon Animation produzierte unter dem Titel Araiguma Rasukaru (jap. あらいぐまラスカル) eine 52-teilige Anime-Serie zum Buch, die von Januar bis Dezember 1977 auf dem japanischen Fernsehsender Fuji TV ausgestrahlt wurde. Die Serie ist Teil der Reihe World Masterpiece Theater, zu der auch Heidi und Anne mit den roten Haaren gezählt werden. Rascal avancierte in Japan zur Kultfigur und ist noch immer sehr beliebt.
Hayao Miyazaki, der Gründer des Studios Ghibli und Regisseur von unter anderem Chihiros Reise ins Zauberland, arbeitete bei einigen Episoden des Animes mit.
Die Serie wurde unter anderem auch in Saudi-Arabien, Italien und Deutschland ausgestrahlt. In Deutschland wurden 2009 die ersten acht Episoden von Studio100 auf DVD veröffentlicht. Im Februar 2014 ist eine Komplettbox von der Universum Film GmbH mit den 52 Episoden veröffentlicht worden.